# Quedius transsylvanicus
Quedius transsylvanicus – gatunek chrząszcza z rodziny kusakowatych i podrodziny kusaków.
Gatunek ten opisany został po raz pierwszy w 1875 roku przez Juliusa Weisego. Jako miejsce typowe wskazano Howerlę na Ukrainie.
Chrząszcz o wydłużonym ciele długości od 7,5 do 10 mm. Głowa jest owalna, czarna z czerwonożółtymi czułkami i głaszczkami. Wyposażona jest w oczy nieznacznie dłuższe od dwukrotności długości skroni. Czułki mają człon pierwszy krótszy niż dwa następne razem wzięte. Na czole znajdują się po dwa punkty przednie i tylne; brak jest punktów dodatkowych między przednimi. Przedplecze jest wypukłe, smolistobrunatne z czerwonożółto rozjaśnionymi krawędziami. Na powierzchni czarnej tarczki brak jest punktowania. Pokrywy są czarne, krótsze od przedplecza, o wyraźnej mikrorzeźbie. Barwa odnóży jest czerwonożółta. Odwłok jest czarny z czerwonożółto rozjaśnionymi tylnymi krawędziami tergitów.
Owad górski.
Gatunek palearktyczny, europejski, endemiczny dla ukraińskich Karpat Wschodnich. Występuje w Paśmie Czarnohory, Gorganach i wschodniej części Bieszczadów.